# Carex chathamica
Carex chathamica (Engels: Chatham sedge) is een soort uit de cypergrassenfamilie (Cyperaceae). Het is een kort kruipende, stevig behaarde en bladrijke zeggesoort met een donkergroene tot oranjegroene kleur. De soort heeft een houtachtige wortelstok tot 10 millimeter dik. De driehoekige en gladde halmen zijn stevig en hebben een kastanjebruine kleur.
De soort komt voor op de Chathameilanden, gelegen in de Stille Oceaan ten oosten van Nieuw-Zeeland. Hij groeit daar op venige bodems zoals in veenmoerassen, op vochtige open plekken en aan de randen van beken, meren en vijvers. Het grijsrugstormvogeltje nestelt in de pollen van deze soort.
C. acuta (scherpe zegge) · 
C. acutiformis (moeraszegge) · 
C. appropinquata (paardenhaarzegge) · 
C. aquatilis (noordse zegge) · 
C. arenaria (zandzegge) · 
C. binervis (tweenervige zegge) · 
C. bohemica (lage cyperzegge) · 
C. brizoides (trilgraszegge) · 
C. buxbaumii (knotszegge) · 
C. caryophyllea (voorjaarszegge) · 
C. cespitosa (polzegge) · 
C. crawfordii (ijle hazenzegge) ·  
C. curta (zompzegge) · 
C. demissa (geelgroene zegge) · 
C. diandra (ronde zegge) · 
C. digitata (vingerzegge) · 
C. dioica (tweehuizige zegge) · 
C. distans (zilte zegge) · 
C. disticha (tweerijige zegge) · 
C. echinata (sterzegge) · 
C. elata (stijve zegge) · 
C. elongata (elzenzegge) · 
C. extensa (kwelderzegge) · 
C. flacca (zeegroene zegge) · 
C. flava (gele zegge) · 
C. hartmanii (kleine knotszegge) · 
C. hirta (ruige zegge) · 
C. hostiana (blonde zegge) · 
C. laevigata (gladde zegge) · 
C. lasiocarpa (draadzegge) · 
C. lepidocarpa (schubzegge) · 
C. ligerica (rivierduinzegge) · 
C. limosa (slijkzegge) · 
C. montana (bergzegge) · 
C. muricata (dichte bermzegge) · 
C. muskingumensis (palmzegge) · 
C. nigra (zwarte zegge) · 
C. oederi (dwergzegge) · 
C. ornithopoda (vogelpootzegge) · 
C. otrubae (valse voszegge) · 
C. ovalis (hazenzegge) · 
C. pallescens (bleke zegge) · 
C. panicea (blauwe zegge) · 
C. paniculata (pluimzegge) · 
C. pendula (hangende zegge) · 
C. pilulifera (pilzegge) · 
C. praecox (vroege zegge) · 
C. pseudocyperus (hoge cyperzegge) · 
C. pulicaris (vlozegge) · 
C. punctata (stippelzegge) · 
C. reichenbachii (valse zandzegge) · 
C. remota (ijle zegge) · 
C. riparia (oeverzegge) · 
C. rostrata (snavelzegge) · 
C. spicata (gewone bermzegge) · 
C. strigosa (slanke zegge) · 
C. sylvatica (boszegge) · 
C. tomentosa (viltzegge) · 
C. trinervis (drienervige zegge) · 
C. vesicaria (blaaszegge) · 
C. vulpina (voszegge) · 
C. vulpinoidea (ribbelzegge)